# Arnd Bauerkämper
Arnd Bauerkämper (* 20. August 1958 in Detmold) ist ein deutscher Historiker.
Arnd Bauerkämper studierte Geschichte und wurde 1989 an der Universität Bielefeld promoviert. Von August 1991 bis Januar 1993 arbeitete er als Leiter des Aufbaustabes für das Museum für Emsländische Geschichte beim Landkreis Emsland. Von 1993 bis 1995 war er wissenschaftlicher Mitarbeiter im Zentrum für Zeithistorische Forschung Potsdam. Er habilitierte sich 2001 an der Freien Universität Berlin. Von 2001 bis 2004 war er Geschäftsführender Leiter des Zentrums für Vergleichende Geschichte Europas und von 2003 bis 2007 Oberassistent am Fachbereich Geschichts- und Kulturwissenschaften der Freien Universität Berlin. Im Jahr 2007 wurde er dort außerplanmäßiger Professor und 2009 Professor für die Geschichte des 19. und 20. Jahrhunderts.
Bauerkämper forscht und publiziert vor allem zur Geschichte Großbritanniens im 19. und 20. Jahrhundert, zum Faschismus in Europa und zur Sozialgeschichte der Bundesrepublik Deutschland und der DDR, außerdem zu Demokratie und Zivilgesellschaft der Bundesrepublik im transatlantischen Bezugsverhältnis zu den USA und zu den Beziehungen zwischen Europa und dem Nahen und Fernen Osten. Methodisch und theoretisch ist die Vergleichs- und Verflechtungsgeschichte ein durchgängiger Schwerpunkt in den Arbeiten Arnd Bauerkämpers. Für die Enzyklopädie deutscher Geschichte veröffentlichte er 2005 einen Band zur Sozialgeschichte der DDR.

## Schriften (Auswahl)
Monographien
- Sicherheit und Humanität in den beiden Weltkriegen. Der Umgang mit zivilen Feindstaatenangehörigen im Ausnahmezustand, 2 Bde., De Gruyter, Berlin 2023, ISBN 978-3-110-52995-1.
- Das umstrittene Gedächtnis. Die Erinnerung an Nationalsozialismus, Faschismus und Krieg in Europa seit 1945. Schöningh Verlag, Paderborn 2012, ISBN 978-3-506-77549-8.
- Der Faschismus in Europa, 1918–1945. Reclam, Stuttgart 2006, ISBN 3-15-017049-4.
- Die Sozialgeschichte der DDR (= Enzyklopädie deutscher Geschichte. Bd. 76). Oldenbourg, München 2005, ISBN 3-486-57637-2.
- Ländliche Gesellschaft in der kommunistischen Diktatur. Zwangsmodernisierung und Tradition in Brandenburg 1945–1963. Böhlau, Köln 2002, ISBN 3-412-16101-2 (zugleich: Habilitationsschrift) (Digitalisat).
- Die „radikale Rechte“ in Großbritannien. Nationalistische, antisemitische und faschistische Bewegungen vom späten 19. Jahrhundert bis 1945 (= Kritische Studien zur Geschichtswissenschaft. Bd. 93), Vandenhoeck & Ruprecht, Göttingen 1991, ISBN 3-525-35756-7 (zugleich: Dissertation).

Herausgeberschaften
- mit Natalia Rostislavleva: Zivilgefangenschaft in Deutschland und Russland im Ersten Weltkrieg, Moskau 2023 (in deutscher und russischer Sprache).
- mit Hartmut Kaelble: Visionen und Praxis im 20. und 21. Jahrhundert, Berlin 2022.
- mit Natalia Rostislavleva: Russland und Deutschland im Ersten Weltkrieg. Zwischen Sicherheit und Humanität, Moskau 2019.
- miz Natalia Rostislavleva: Sicherheitskulturen im Vergleich. Deutschland und Russland/UdSSR seit dem späten 19. Jahrhundert, Paderborn 2014.
- mit Francesco Di Palma: Bruderparteien jenseits des Eisernen Vorhangs. Die Beziehungen der SED zu den kommunistischen Parteien West- und Südeuropas (1968–1989). Berlin 2011.
- mit Elise Julien: Durchhalten! Krieg und Gesellschaft im Vergleich 1914–1918. Vandenhoeck & Ruprecht, Göttingen 2010.
- mit Jürgen Nautz: Zwischen Fürsorge und Seelsorge. Christliche Kirchen in den europäischen Zivilgesellschaften seit dem 18. Jahrhundert. Campus, Frankfurt/M. 2009.
- mit Christiane Eisenberg: Britain as a Model of Modern Society? German Views. Wißner, Augsburg 2006.